# Pendle Hill
Pendle Hill est une colline ayant donné son nom au district de Pendle en Angleterre. Son sommet se trouve à 557 mètres d'altitude.
La colline a captivé l'imagination de beaucoup, en raison notamment des fameuses sorcières de Pendle. Pendle est évoqué dans une série de livres de Joseph Delaney, The Wardstone Chronicles, qui reprend certaines rumeurs nées à Pendle[réf. nécessaire].
En 1652, George Fox a affirmé avoir eu une vision sur Pendle, au cours des premières années de la Société religieuse des Amis (quakers). De nos jours, le nom de Pendle Hill reste étroitement lié au quakerisme.

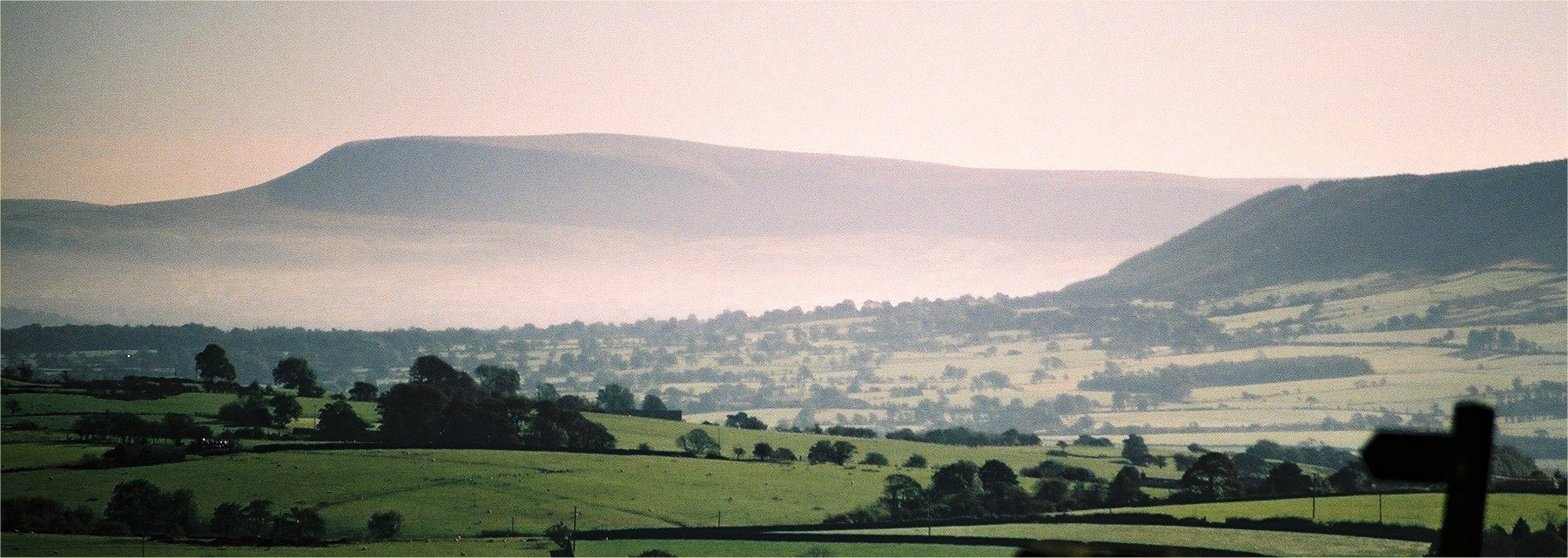
Au fond : Pendle Hill.

## Toponymie
Le nom Pendle Hill est issu  des mots signifiant « colline » dans trois langues différentes (comme Bredon Hill dans le Worcestershire).
Au XIIIe siècle, le lieu s'appelait « Pennul » ou « Penhul », apparemment issu du cambrien « pen » et du vieil anglais « hyll », tous deux signifiant « colline ». Le terme « hill » (« colline » en anglais moderne) a été ajouté plus tard, après que la signification originale de Pendle fut devenue difficile à comprendre.

## Histoire
Une tombe datant de l'âge du bronze a été découverte au sommet de la colline.

### Sorcellerie et surnaturel
L'histoire des sorcières de Pendle est un exemple notoire et bien documenté de procès intentés contre des sorcières présumées dans l'Angleterre du XVIIe siècle. La colline est toujours associée à la sorcellerie ; un grand nombre de visiteurs y grimpent à chaque Halloween, bien que, ces dernières années, les autorités aient mis un frein aux attroupements.
La région est appréciée des chasseurs de fantômes depuis que l'émission Most Haunted, sur la chaîne Living, l'ait visitée pour une enquête en direct lors d'Halloween 2004. La présentatrice de l'émission, Yvette Fielding, a déclaré que c'était l'épisode le plus effrayant qu'elle ait réalisé.
Pendle Hill et ses environs sont le décor du classique de 1951, Mist Over Pendle de Robert Neill, ainsi que du quatrième livre de la série L'Épouvanteur par Joseph Delaney, intitulé Le Combat de l'épouvanteur.
Les Chasseurs de sorcières, le huitième épisode de la onzième saison de l'émission télévisée de science-fiction britannique Doctor Who, se déroule pendant les procès de sorcières de Pendle au XVIIe siècle.
Pour marquer le 400e anniversaire, en 2012, l'artiste local Philippe Handford a créé une immense installation en écrivant « 1612 » sur le flanc de Pendle Hill, composée de 1 500 m de voile d'hivernage.

Vue panoramique de Pendle Hill, en 2012, avec le versant nord-est, appelée Big End, surplombant les réservoirs Black Moss et, au premier plan, Barley-avec-Wheatley Booth.